# Stazione di Meduno
La stazione di Meduno è una delle stazioni ferroviarie del Friuli-Venezia Giulia, in provincia di Pordenone,  che si trova sulla linea ferroviaria Sacile - Pinzano.

## Storia
La stazione venne inaugurata il 28 ottobre 1930 quando venne aperto il tratto ferroviario che collegava la stazione di Sacile con la stazione di Pinzano.

## Strutture e impianti
Al primo piano dell'edificio c'è un'abitazione, mentre al piano terra c'è la sala d'aspetto e quel che rimane della biglietteria.

## Movimento
Il servizio passeggeri regionale era svolto da Trenitalia lungo la relazione Sacile – Pinzano – Gemona. Dal luglio 2012 il servizio ferroviario è sostituito da autocorse.